# Hezuoqiao (sockenhuvudort i Kina, Hunan Sheng, lat 29,22, long 110,58)
Hezuoqiao (kinesiska: 合作桥, 合作桥乡) är en sockenhuvudort i Kina. Den ligger i provinsen Hunan, i den södra delen av landet, omkring 260 kilometer nordväst om provinshuvudstaden Changsha. Antalet invånare är 9 583. Befolkningen består av 4 625 kvinnor och 4 958 män. Barn under 15 år utgör 20,0 %, vuxna 15-64 år 64 %, och äldre över 65 år 14,0 %.
Runt Hezuoqiao är det ganska tätbefolkat, med 192 invånare per kvadratkilometer. Närmaste större samhälle är Zhangjiajie, 13,6 km sydväst om Hezuoqiao. I omgivningarna runt Hezuoqiao växer huvudsakligen savannskog.
Genomsnittlig årsnederbörd är 1 766 millimeter. Den regnigaste månaden är maj, med i genomsnitt 286 mm nederbörd, och den torraste är december, med 22 mm nederbörd.